# .ar
.ar — национальный домен верхнего уровня для Аргентины. Администрируется «Центром сетевой информации Аргентины» (NIC Argentina).

## Домены второго уровня
- .com.ar (для общего назначения)
- .edu.ar (для образовательных учреждений)
- .gob.ar (для государственных учреждений, омоним .gov.ar)[1]
- .gov.ar (для государственных учреждений)
- .int.ar (для международных организаций)
- .mil.ar (для военных учреждений)
- .net.ar (для местных интернет-провайдеров)
- .org.ar (для некоммерческих организаций)
- .tur.ar (для официальных туристических агентств)

Тем не менее, существуют некоторые исключения; все из них принадлежат общественным или правительственным организациям:
- argentina.ar
- educ.ar
- gobiernoelectronico.ar
- nic.ar
- promocion.ar
- retina.ar
- uba.ar

## Специальные символы
В ноябре 2008 года была одобрена резолюция об использовании специальных символов в названии доменов, включая символы ñ, á, é, í, ó, ú, ä, ë, ï, ö, и ü. Домен .gob.ar также был разрешён для государственных учреждений (.gob сокращение от gobierno — правительство на испанском языке).